# Torsvåg
Torsvåg är ett fiskeläge på nordvästra hörnet av ön Vannøya (Vanna) i Karlsøy kommun i Troms fylke i norra Norge. Närmsta stad är Tromsø, cirka 90 kilometer söderut. Torsvåg har funnits i flera hundra år och även varit en viktig kyrkoplats. Idag formar pirar på båda sidor av holmen Kåja en lugn lagun mitt i havet. På Kåja ligger en av Vannas fiskfabriker och på toppen av Kåja ligger Torsvåg fyr. Invånarantalet är idag mellan 10 och 20 personer.
Man har funnit gravrösen och husgrunder från stenåldern i och omkring Torsvåg, som tyder på att det funnits människor här under lång tid.

## Historia

### Ett blomstrande fiskeläge sedan medeltiden
På Kirkesand har det funnits ett kapell från 1400-talet till sent på 1600-talet. Prästen i Helgøy församling var under en tid bosatt här och ärkebiskopen i Trondheim hade en man i Torsvåg som förvaltade hans intressen.
Från medeltiden och en bit in på 1600-talet blomstrade fisket i Torsvåg, det var i stort sett goda ekonomiska tider både för de bofasta och för tillresta säsongsfiskare. De mest långväga ska ha kommit från Salten. Det kom även folk från andra länder som bosatte sig i Torsvåg och orten blev även handelsstation. Handeln gick bra och det fanns handelstrafik till Trondheim och Bergen. Nyheter från in- och utlandet, handelsvaror och mode, var färska då de kom till Torsvåg, särskilt under sommaren. Men de dåliga tiderna på 1600-talet gjorde att befolkningen minskade och kyrkan försvann.
Invånarantalet ökade igen under 1700-talet, men en bit in på 1800-talet började en ny tid, då Tromsø tog över Bergens roll som handelsstad. I mitten av 1800-talet kunde det vara upp till 140 båtar med nära 400 man på sommarfiske i Torsvåg. I slutet av 1800-talet kom viktiga funktioner som post och anlöpande ångfartyg. Grannbygden Vannareid var beroende av fiskeläget, både för dessa funktioner och för att kunna bedriva fiske. Under denna tid var Torsvåg, liksom många andra platser på Vanna, präglat av samiska bosättningar. Det samiska språket försvann dock efter hand. En av kommunens rikaste invånare, som bodde i Torsvåg, klädde sig i samedräkt på söndagar fram till sin död 1917, han ägde också renar.
Under hela 1905 fanns närmare 1 000 fiskare i Torsvåg, som var ett av fylkets största fiskelägen. Telefonen kom hit 1910, det fanns 4-5 trankokerier, roderbyggare, tullstation, lotsstation och uppköpsfartyg. Det fanns två handelsmän och det ska även ha funnits ett bageri. 

### Pomorhandel och handelskungar
Pomorhandeln pågick från början av 1800-talet fram till 1919 med en topp vid decennierna runt sekelskiftet. 1909 fanns 18 ryska fartyg i Torsvåg, de flesta från Archangelsk. Torkad fisk, rå fisk och skinn byttes mot mjöl, gryn och rep från Kvitsjøen. Det utvecklades ett eget språk inom handeln som pågick, rysknorska.
I slutet av 1800-talet utvecklades systemet med handelskungar och 1892 startade Helgøykungen sin handelsfilial i Torsvåg. Chr. Figenschou var den mäktigaste handelsmannen i kommunen, han drev flera fiskfabriker, kredit- och handelsverksamhet. Sonen Dimitri tog över filialen 1910 och på 1920-talet började han direktexportera fisk till England och Tyskland. Hans son Kristian Fredrik tog över 1943. Fiskfabrikerna togs över av Tromsø Fryseri og kjøleanlegg 1960.

### Hamnen och fyren
Handeln med ryssarna, de många tillresta fiskarna och ishavstrafiken från Tromsø gjorde att Torsvåg prioriterades som storhamn och en utbyggnad sattes igång. 1929 byggdes Norde pir, med en öppning så att båtar kunde passera. Kåja fick inte landförbindelse förrän 1962, då öppningen i piren fylldes igen. Under de följande årtiondena byggdes två andra pirar.

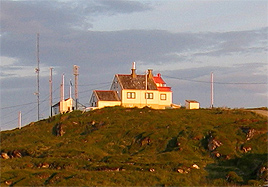
Torsvågs fyr.

1904 sattes en fyrlykta upp på Kåja för att trygga inseglingen från havet. 1916 ersattes lyktan av ett fyrtorn på 9,6 meter. Torsvågs fyr blev kommunens första fyr. Fyren var en familjestation fram till 1980-talet, den fungerar idag även som meteorologisk station och DGPS-station. Fyren blev, som den allra sista fyren i Norge, automatiserad under 2007.
Under andra världskriget intog tyskarna Torsvåg strax efter ockupationen. De upprättade en vakt- och pejlingsstation i fyren med 7-8 man. En beväpnad vaktbåt var också stationerad här under hela kriget.

### Fiskeindustrin - en bra arbetsplats även idag
Efter kriget har fiskeindustrin varit huvudarbetsplats för många, både lokalbefolkning och tillresta. Långrevsfisket har samlat många här. Fiskeindustrin har haft många olika ägare och inriktningar, bland annat förädling av lodda och räkor samt filéfabrik. Idag finns inga av de ursprungliga fiskindustribyggnaderna kvar, några har rivits medan andra har drabbats av brand.
Idag ägs Torsvågbruket AS av Norfrakoncernen och är en medelstor anläggning med cirka 30 anställda. Produktionen baserar sig på ett årligt råvaruinköp på 3 000 ton och producerar salt fisk, färsk fisk och filéer för export. Den lokala flottan som är knuten till fabriken består av cirka 20 fartyg.